# Luminosidad lunar
La Luna no tiene luz propia, sino que refleja la que recibe del Sol. Dependiendo de la mayor o menor iluminación, así será la fase lunar.
Como el albedo lunar es 0,12, esto significa que refleja el 12 % de la luz que recibe del Sol, quedando el 88 % de la radiación solar absorbida, incrementándose al pasar del rojo al violeta, y resultando por tanto que la Luna es más amarillenta que el Sol, aunque pensemos que realmente la claridad lunar es azulada (o conocida como efecto Purkinje).

## Tabla de intensidad luminosa dependiendo del ángulo de fase.
Ángulo de fase  0° (Luna llena)	
- 98,7 %
Ángulo de fase  30°	
- 46 %
Ángulo de fase  60°
- 21 %
Ángulo de fase  90° (Cuarto creciente/menguante)	
- 9 %
Ángulo de fase  120°
- 3,5 %
Ángulo de fase  150°	
- 0,6 %
Ángulo de fase  180° (Luna nueva)	
- 0,1 %